# Jakob Tobler
Jakob Tobler (* 10. Mai 1883 in Heiden; † 29. Juni 1964 in Altstätten; heimatberechtigt in Heiden) war ein Unternehmer aus dem Kanton Appenzell Ausserrhoden.

## Leben
Jakob Tobler war Sohn des Johann Ulrich Tobler, Seidenweber und der Anna Katharina Niederer. Er heiratete 1902 in erster Ehe Hedwig Schmid. 1953 ehelichte er dann Olga Bosshard, geborene Buder, Tochter des Rudolf Buder. Tobler schloss eine Kaufmännische Lehre in Rheineck ab. Danach arbeitete er in der Stickerei- und der Rideaux-Branche. Er gründete 1916 eine Firma für chemische pharmazeutische Produkte in Altstätten. Diese vertrieb unter anderem Pflegemittel für Tannenböden und Lederschuhe. 1928 wurde die erste Fabrik gebaut. Anfang der 1930er Jahre war der Eintritt seiner Söhne Max Tobler und Alfred Tobler in den Betrieb. Die Entwicklung und Produktion des erfolgreichen Dauerbelags Skigliss war im Jahr 1933. 1934 folgte der Wachs Skimont. In den Jahren 1933 und 1934 erfolgte die Namensänderung von Tobler & Co. in ToKo AG. Bei den Olympischen Winterspielen 1948 in St. Moritz wurde die Firma mit dem offiziellen Wachsdienst betraut. Nach mehreren Übernahmen wurde 2010 die Toko-Swix Sport AG in Altstätten gegründet.